# Лопуховатый
Лопухова́тый — хутор в Каменском районе Ростовской области России.
Входит в состав Уляшкинского сельского поселения.

## География
Хутор расположен у поймы реки Северский Донец, вблизи российско-украинской границы, проходящей по реке. Ближайший российский населённый пункт, хутор Уляшкин, находится к северо-востоку от Лопуховатого.
Расстояние до административного центра поселения, хутора Верхние Грачики — 11 км. До райцентра, посёлка городского типа Глубокий — 35 км.

## Население
| 2010 | 2016 |
| ---- | ---- |
| 7    | ↘5   |

По данным Всероссийской переписи населения, в 2010 году на хуторе проживали 7 человек. По более поздним данным местной администрации, в 2015 году на хуторе Лопуховатый проживали 5 человек в четырёх домохозяйствах.

## Улицы
На хуторе имеется одна улица — Пограничная.